# Kajsa Rosén
Ottilia Kajsa Rosén (* 1997 Stockholm) je švédská reprezentantka ve sportovním lezení, juniorská mistryně Evropy a vítězka Evropského poháru juniorů v lezení na obtížnost, závodí také v boulderingu.

## Výkony a ocenění

### Závodní výsledky
| Mistrovství světa | Mistrovství světa |
| Rok               | 2016              |
| ----------------- | ----------------- |
| Obtížnost         | 33                |

| Světový pohár | Světový pohár    | Světový pohár    | Světový pohár       |
| Rok           | 2015             | 2016             | 2017                |
| ------------- | ---------------- | ---------------- | ------------------- |
| Obtížnost     | 22               | 22               | 73-77               |
| jednotlivě*   | -,-,-,10, 9,34,- | 12,-,-, 26,9,-,- | -,-,-,-,-, 36,29,31 |
|               |                  |                  |                     |
| Bouldering    | —                | 0                | 0                   |
| jednotlivě*   | —                | 45               | 61                  |

* poznámka: nalevo jsou poslední závody v roce
| Mistrovství Evropy | Mistrovství Evropy |
| Rok                | 2017               |
| ------------------ | ------------------ |
| Obtížnost          | 29                 |

| Mistrovství světa juniorů | Mistrovství světa juniorů | Mistrovství světa juniorů | Mistrovství světa juniorů |
| Rok                       | 2014 kat. A               | 2015 juniorky             | 2016 juniorky             |
| ------------------------- | ------------------------- | ------------------------- | ------------------------- |
| Obtížnost                 | 3                         | 4                         | 4                         |
| Rychlost                  | —                         | —                         | 22                        |
| Bouldering                | —                         | —                         | 22                        |

| Mistrovství Evropy juniorů | Mistrovství Evropy juniorů | Mistrovství Evropy juniorů | Mistrovství Evropy juniorů |
| Rok                        | 2014 kat. A                | 2015 juniorky              | 2016 juniorky              |
| -------------------------- | -------------------------- | -------------------------- | -------------------------- |
| Obtížnost                  | 19                         | 5                          | 1                          |
| Bouldering                 | 17                         | —                          | 6                          |

| Evropský pohár juniorů | Evropský pohár juniorů |
| Rok                    | 2016 juniorky          |
| ---------------------- | ---------------------- |
| Obtížnost              | 1                      |
| jednotlivě* (x/x/x)    |                        |

* poznámka: nalevo jsou poslední závody v roce